# Mirela Demireva
Mirela Demireva, född 28 september 1989, är en bulgarisk friidrottare.
Demireva blev olympisk silvermedaljör i höjdhopp vid sommarspelen 2016 i Rio de Janeiro.